# Daitō

Daitō (大東市 Daitō-shi?) este un municipiu din Japonia, prefectura Osaka.